# 法捷耶娃函数

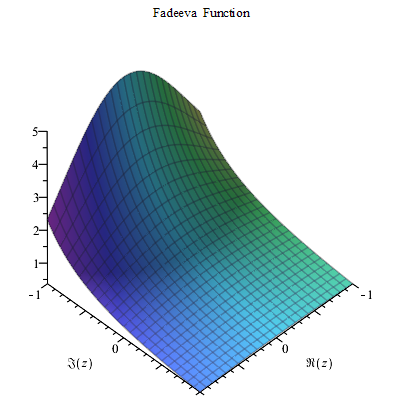
Fadeeva Function

法捷耶娃函数(Fadeeva function)是一种在等离子物理学中见到的特殊函数，与福格特函数有关，定义如下
{\displaystyle w(z):=e^{-z^{2}}\operatorname {erfc} (-iz)=\operatorname {erfcx} (-iz)=e^{-z^{2}}\left(1+{\frac {2i}{\sqrt {\pi }}}\int _{0}^{z}e^{t^{2}}{\text{d}}t\right).}

## 与福格特函数的关系
{\displaystyle w(x+iy)=U(x,y)+iV(x,y)},